# Fővám tér (Metró Budapest)
Fővám tér ist eine 2014 eröffnete Station der Linie M4 der Metró Budapest und liegt zwischen den Stationen Szent Gellért tér – Műegyetem und Kálvin tér.
Die Station befindet sich am gleichnamigen Platz in der Nähe der Großen Markthalle und der Freiheitsbrücke im IX. Budapester Bezirk (Ferencváros). Die Decken der einzelnen Stockwerke sind aus rechtwinkligen durchbrochenen Mustern aus Stahlbeton gebildet, deren Muster selbst die Sitze wieder aufnehmen.

## Galerie

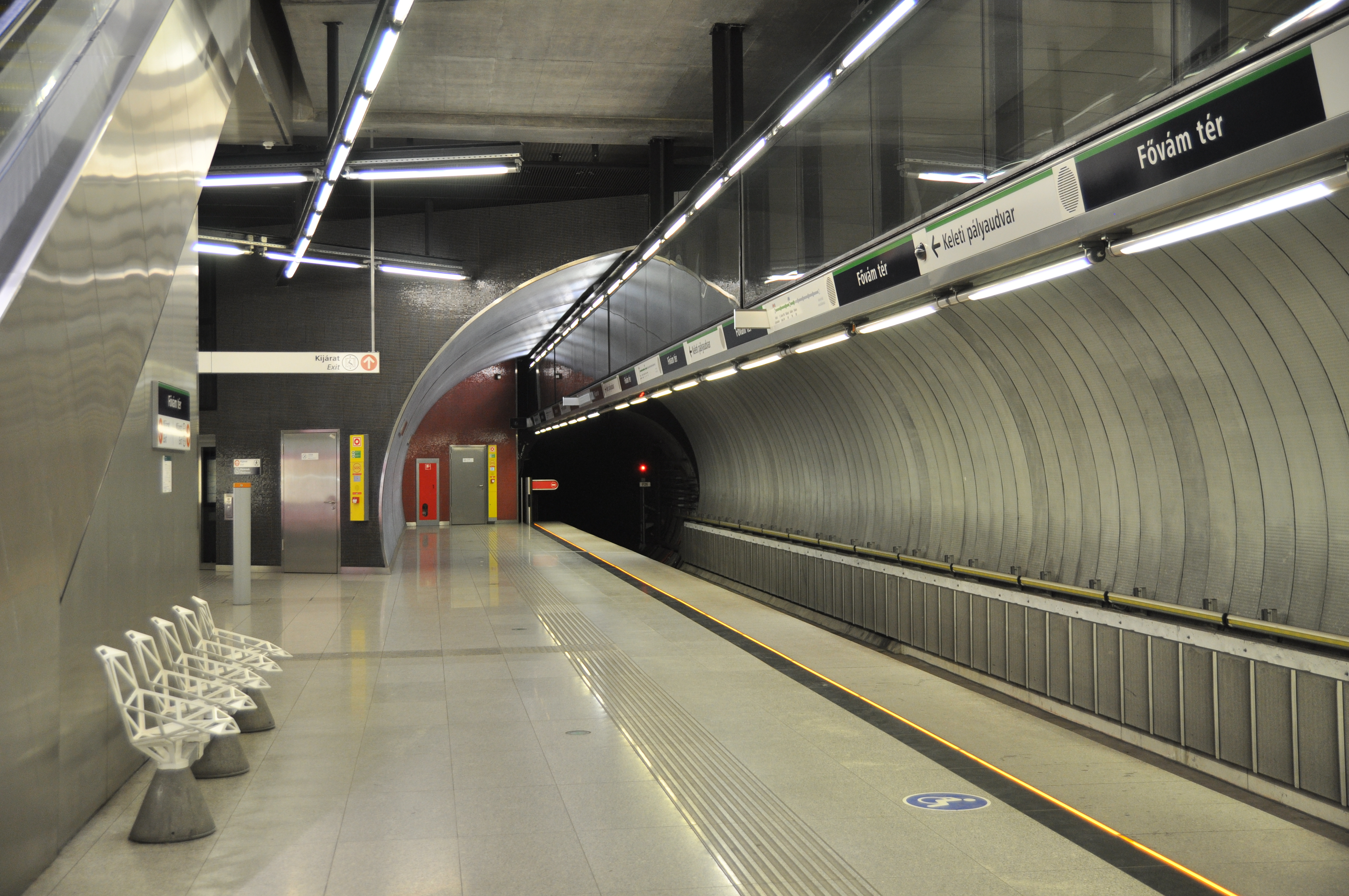
Bahnsteig
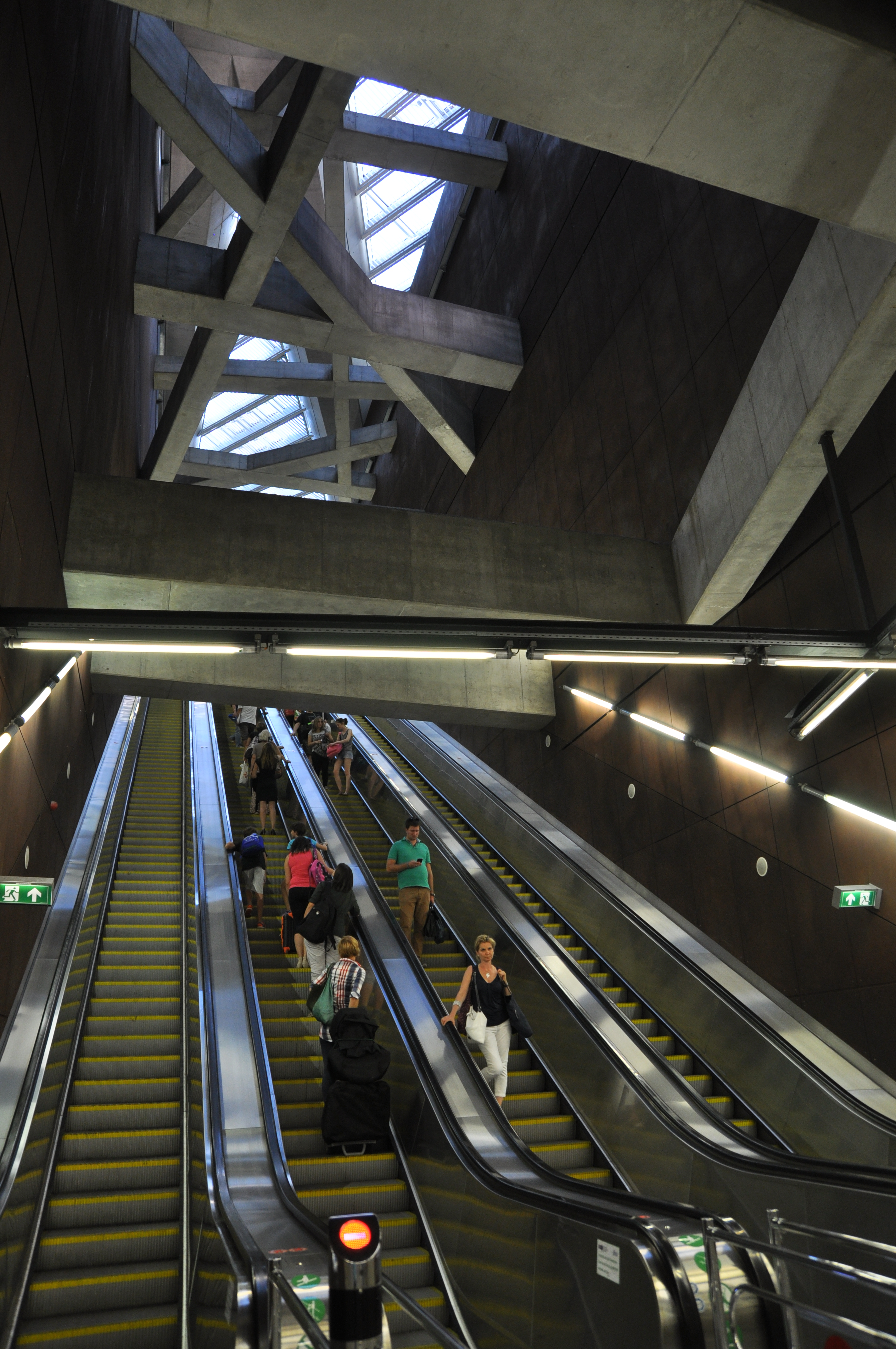
Rolltreppen